# 15
15（十五、じゅうご、とおあまりいつつ）は、自然数、また整数において、14の次で16の前の数である。ラテン語では quindecim（クィーンデキム）。

## 性質
- 15 は合成数であり、正の約数は 1, 3, 5, 15 である。
  - 約数の和は24。
    - 約数の和が3の倍数になる8番目の数である。1つ前は14、次は 17。

  - 7番目の奇数である。
  - 2番目の奇数の合成数である。1つ前は9、次は21。(オンライン整数列大辞典の数列 A071904)
  - 素数を除いて σ(n) − n が平方数になる4番目の数である。1つ前は12、次は24。ただしσは約数関数。(オンライン整数列大辞典の数列 A048699)
- 15 = 1 + 2 + 3 + 4 + 5
  - 5番目の三角数である。1つ前は10、次は21。
    - 3番目の素数番目の三角数である。1つ前は6、次は28。(オンライン整数列大辞典の数列 A034953)

  - 3番目の六角数である。1つ前は6、次は28。
15 = 3 × (2 × 3 − 1)
- 15 = 3 × 5
  - 6番目の半素数である。1つ前は14、次は21。
    - 素因数分解したとき p × q の形で表せる奇数の異なる素数 p , q からできる数とみたとき最小の数である。次は21。(オンライン整数列大辞典の数列 A046388)

  - 15 =2 × 3 × 5/2
    - 3番目の最初の連続素数の積を半分にした数である。1つ前は3、次は105。(オンライン整数列大辞典の数列 A070826)

  - 最小の双子素数の積で表せる数である。次は35。(オンライン整数列大辞典の数列 A037074)
    - 15は双子素数唯一積が3の倍数となる数である。

  - 2つの連続する素数の積で表せる2番目の数である。1つ前は6、次は35。(オンライン整数列大辞典の数列 A006094)
  - n = 1 のときの 5 × 3n の値とみたとき1つ前は5、次は45。(オンライン整数列大辞典の数列 A005030)
  - 15 = 1 × 3 × 5
    - 3連続の奇数の積で表せる最小の数である。次は105。(負の数を含めると1つ前は−3)
- 3番目の五胞体数である。1つ前は5、次は35。
  - 15 = 3 × 4 × 5 × 6/1 × 2 × 3 × 4
- 1/15 = 0.0666… (下線部は循環節で長さは1)
  - 逆数が循環小数になる数で循環節が1になる5番目の数である。1つ前は12、次は18。(オンライン整数列大辞典の数列 A070021)
- 5番目の二重階乗数であり、5!! = 1 × 3 × 5 = 15 。1つ前は8、次は48。
- 6番目のテトラナッチ数である。1つ前は8、次は29。
- 4番目のベル数である。1つ前は5、次は52。
- 3番目の完全トーシェント数である。1つ前は9、次は27。
- (15, 16) は3番目のルース＝アーロン・ペアである。1つ前は(8, 9)、次は(77, 78)。
- 15 = 3 × (32 + 1)/2
  - n = 3 のときの n(n2 + 1)/2 の値とみたとき1つ前は5、次は34。
  - 3 × 3 の魔方陣の一列の和は 15 である。

| 8 | 1 | 6 |
| 3 | 5 | 7 |
| 4 | 9 | 2 |
- 正十五角形は、定規とコンパスのみで作図できる8番目の正多角形である。1つ前は正十二角形、次は正十六角形。(オンライン整数列大辞典の数列 A003401)
- 二十進法では、F (十五)の倍数は、一の位が F → A (十) → 5 → 0 → F で循環する。例：13510 = 6F, 45010 = 12A。
- 九九では 3 の段で 3 × 5 = 15(さんごじゅうご)、5 の段で 5 × 3 = 15(ごさんじゅうご)と2通りの表し方がある。
- 15! = 1307674368000 である（十三桁）。
- コンピュータやプログラムあるいは情報工学関連で多用される二進表記の場合は4ビット(1ニブル)のレピュニット、十六進表記の場合は最後の一桁数値(F)となる。
- 15 = 24 − 1
  - 4番目のメルセンヌ数である。1つ前は7、次は31。
    - 2番目のメルセンヌ素数でないメルセンヌ数である。1つ前は1、次は63。(オンライン整数列大辞典の数列 A135972)

  - 15 = 20 + 21 + 22 + 23
    - a = 2 のときの a0 + a1 + a2 + a3 の値とみたとき、1つ前は4、次は40。

  - 15 = 42 − 1
    - n2 − 1 で表せる2番目の三角数である。1つ前は3、次は120。(オンライン整数列大辞典の数列 A006454)

  - 15 = 16 × 12 − 1
    - n = 1 のときの 16n2 − 1 の値とみたとき1つ前は−1、ただし自然数では最小、次は63。(オンライン整数列大辞典の数列 A141759)
- 各位の和が15になるハーシャッド数の最小は195、1000までに13個、10000までに136個ある。
- 異なる平方数の和で表せない31個の数の中で8番目の数である。1つ前は12、次は18。
- 約数の和が15になる数は1個ある。(8) 約数の和1個で表せる9番目の数である。1つ前は14、次は20。
  - 約数の和が奇数になる5番目の奇数である。1つ前は13、次は31。(オンライン整数列大辞典の数列 A060657)
  - 連続してある数に対して約数の和を求めていった場合5個の数が15になる。15より小さい数で5個ある数はない。1つ前は8(4個)、次は24(10個)。いいかえると {\displaystyle \sigma ^{m}(n)=15~(m\geqq 1)} を満たす n が5個あるということである。(ただし σ は約数関数)(参照オンライン整数列大辞典の数列 A241954)
- 1～4までの約数の和である。1つ前は8、次は21。
- 各位の和が6になる2番目の数である。1つ前は6、次は24。
  - 奇数という条件をつけると各位の和が6になる最小の数である。
- 各位の平方和が26になる最小の数である。次は51。(オンライン整数列大辞典の数列 A003132)
  - 各位の平方和が n になる最小の数である。1つ前の25は5、次の27は115。(オンライン整数列大辞典の数列 A055016)
- 各位の立方和が126になる最小の数である。次は51。(オンライン整数列大辞典の数列 A055012)
  - 各位の立方和が n になる最小の数である。1つ前の125は5、次の127は115。(オンライン整数列大辞典の数列 A165370)
- 各位の積が5になる2番目の数である。1つ前は5、次は51。(オンライン整数列大辞典の数列 A199985)
- 1～15までの約数の個数を加えると45個になり15の3倍になる。1～n までの約数の個数が n の整数倍になる4番目の数である。1つ前は5 (2倍)、次は42 (4倍)。(オンライン整数列大辞典の数列 A050226参照)
- 15の倍数をもつ角度の三角比は三角関数の加法定理を用いて求めることができる。

例. sin 15° = sin (45° − 30°)
- 15 = 82 − 72 = (8 + 7) × (8 − 7)
  - n = 8 のときの (n + 7)(n − 7) の値とみたとき1つ前は0、次は32。(オンライン整数列大辞典の数列 A098848)
- 6番目の幸運数である。1つ前は13、次は21。
  - 累乗数はもちろん1にもなり得ない4番目の幸運数である。1つ前は13、次は21。
- 15 = 33 − 32 − 3
  - n = 3 のときの n3 − n2 − n の値とみたとき1つ前は2、次は44。(オンライン整数列大辞典の数列 A152015)
- 1～15の最小公倍数は360360。

## その他15に関連すること
- 15の接頭辞：quinquadec, quindec（拉）、pentakaideca（希）
- 15倍をクィンデキュプル (quindecuple) という。
- 原子番号15の元素は、燐 (P)。
- 15は、E6系列の標準数。
- 第15代天皇は、応神天皇。
- 第15代内閣総理大臣は、桂太郎。
- 鎌倉幕府第15代執権は、北条貞顕。
- 通算して第15代の征夷大将軍は、建武の新政期の護良親王。
- 室町幕府第15代将軍は、足利義昭。
- 江戸幕府第15代将軍は、徳川慶喜。
- 第15代自由民主党総裁は、宮澤喜一。15代徳川慶喜が江戸幕府の最後の将軍であったことが、15代宮澤総裁の時の総選挙敗北で保守合同以後初めて自民党が野党に転落した際によく引き合いに出された。また、足利義昭も室町幕府最後の将軍である。
- 大相撲第15代横綱は、梅ヶ谷藤太郎。
- アメリカ合衆国第15代大統領は、ジェームズ・ブキャナン。
- アメリカ合衆国の15番目の州は、ケンタッキー州。
- 殷朝第15代帝は、沃甲。
- 周朝第15代王は、荘王。
- 第15代ローマ教皇はゼフィリヌス（在位：199年～217年12月20日）である。
- ルイ15世は、 ブルボン朝第4代フランス王。
- JIS X 0401、ISO 3166-2:JPの都道府県コードの「15」は新潟県。
- タロットの大アルカナで XV は、悪魔。
- 易占の六十四卦で第15番目の卦は、地山謙。
- クルアーンにおける第15番目のスーラはアル・ヒジュルである。
- 十五夜は、満月の夜。新月から約15日後に現れるのでこの名がある。また旧暦8月15日の月見も十五夜といい、この夜の月は中秋の名月（ちゅうしゅうのめいげつ）という。
- 結婚15周年記念日は、水晶婚式。
- 年始から数えて15日目は1月15日である。
- 経度15°毎に、時差は 1時間となる。(360 ÷ 24 = 15)
- 一般にテレビCMを放映する場合は、15秒単位が一般的で、原則最低時間は15秒である。
- 論語に由来する言葉で、15歳を「志学」という。
- 青年は、一般的に15歳から24歳までを指す。
- 日本の 義務教育期間は、15歳で終了する。
- 旧ソビエト連邦15か国。アゼルバイジャン・アルメニア・ウクライナ・ウズベキスタン・エストニア・カザフスタン・キルギス・グルジア・タジキスタン・トルクメニスタン・ベラルーシ・モルドバ・ラトビア・リトアニア・ロシア連邦。
- 日本の最高裁判所大法廷の裁判官は、15人。
- F-15 イーグルは、アメリカの戦闘機。
- MiG-15 は、ソ連の戦闘機。
- P-15 は、ソ連のミサイル。
- Su-15 は、ソ連の戦闘機。
- 各種の U-15
- 連珠では、原則として十五路盤が用いられる。
- ラグビーの1チームは15人であり、選手たちをフィフティーンという。
- テニスの1回での得点は15点であり、1 vs 0 を「フィフティーン・ラブ」（15点 vs 0点）という。
- サッカーのハーフタイムは15分。及び、延長戦の時間が15分ハーフ。
- 高校野球の最大延長は15回までで、トーナメント戦での引き分けの場合は再試合となる。
- 日本プロ野球・中日ドラゴンズの背番号15は西沢道夫選手（投手→内野手）の永久欠番である。2016年には広島東洋カープの黒田博樹投手の背番号として同球団三人目の永久欠番となった。また、福岡ソフトバンクホークスでも藤井将雄投手がダイエー時代の2000年に急逝して以来、事実上の欠番状態となっている。
- 昭和14年夏場所から大相撲は、1場所15日制。
- 交響曲第15番
- 弦楽四重奏曲第15番
- ピアノソナタ第15番
- 『U-15.F スキにさせて!』は、テレビ東京系列で放送されていたバラエティ番組 。
- 『Sh15uya』は、テレビ朝日系列で放送された特撮テレビドラマ 。
- 『15 明刹工業高校ラグビー部』は、成瀬芳貴の漫画。
- 『ロンリーガールフィフティーン』は、ウェブ上の連続番組。
- 『Sweet 15th Diamond』は、渡辺美里のアルバム。
- 『15』は、SOPHIA のアルバム。
- 『15』は、PUFFYのベスト・アルバム。
- 『フィフティーン (曲)』は、西田ひかるのデビューシングル曲。
- 『フィフティーン（英語版）』は、テイラー・スウィフトの曲、アルバム『フィアレス』に収録（2008年）。
- 『15』は、aiko のライブビデオ。
- 『HAPPY 15』は、THE ポッシボーの7枚目のシングル。
- 『15 1/2 フィフティーンハーフ』は、TETSU69 のシングル。
- 『15の夜』は、尾崎豊のデビューシングル。
- 『手紙～拝啓 十五の君へ』は、アンジェラ・アキのシングル。
- 『夢見る 15歳（フィフティーン）』は、スマイレージのメジャーデビューシングル。
- 『フィフティーン・ラブ』は、塀内夏子の漫画。
- 『十五少年漂流記』は、ジュール・ヴェルヌの小説。
- 「サクセス15」は、社会評論社の高校進学情報誌。
- 15パズルは、1878年にアメリカのサム・ロイドが考案したパズル。
- 大日本帝国陸軍第15方面軍
- 各国の第15軍
- 各国の第15師団
- 各国の第15旅団
- 第15連隊
  - 大日本帝国陸軍歩兵第15連隊
  - 陸上自衛隊
    - 第15即応機動連隊
    - 第15後方支援隊
- アメリカのスペイン語地域社会では、女性の15歳（キンセアニェーラ）を殊に盛大に祝う風習がある。
- かつて、プロボクシングの世界タイトル戦は15回戦（最大15ラウンド）で行われていた（リング禍を機に、1980年代から12回戦に短縮された）。
- 東洋思想では十五夜（満月）に当たる15という数字を「完全な物」として捉える思想がある。
  - 龍安寺（りょうあんじ。京都府京都市右京区にある臨済宗妙心寺派の寺院）の石庭には15個の石が並べてある。15個の石は、庭をどちらから眺めても、必ず1個は他の石に隠れて見えないように設計されていると云われ、15に1つ足りない14を「不完全さ」を表す物とされている。

## 符号位置
| 記号 | Unicode | JIS X 0213 | 文字参照         | 名称                         |
| ---- | ------- | ---------- | ---------------- | ---------------------------- |
| ⑮    | U+246E  | 1-13-15    | &#x246E; &#9326; | CIRCLED DIGIT FIFTEEN        |
| ⒂    | U+2482  | -          | &#x2482; &#9346; | PARENTHESIZED DIGIT FIFTEEN  |
| ⒖    | U+2496  | -          | &#x2496; &#9366; | DIGIT FIFTEEN FULL STOP      |
| ⓯    | U+24EF  | 1-12-15    | &#x24EF; &#9455; | DOUBLE CIRCLED DIGIT FIFTEEN |